# Marte.Marte Architekten

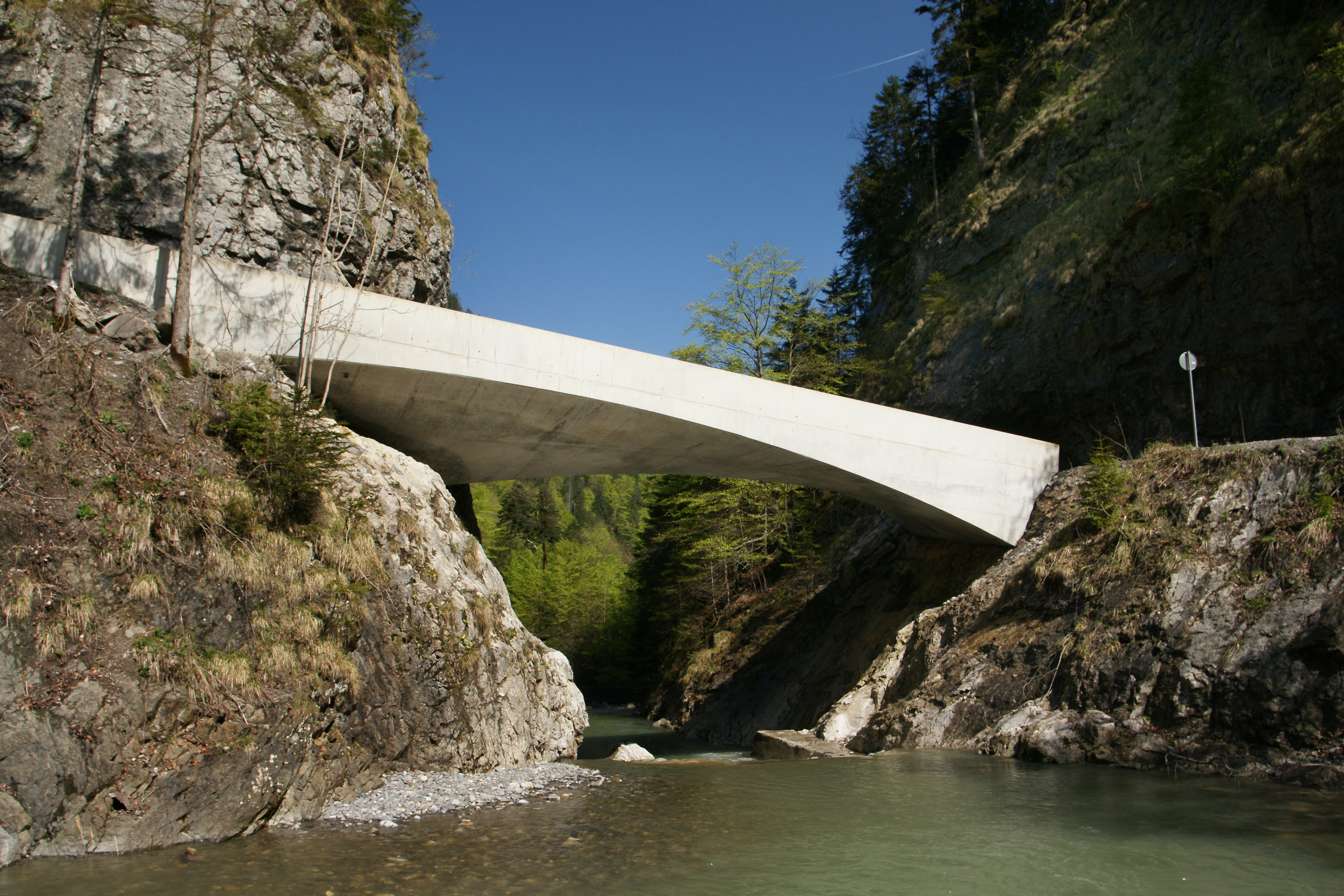
Schanerlochbrücke, Dornbirn

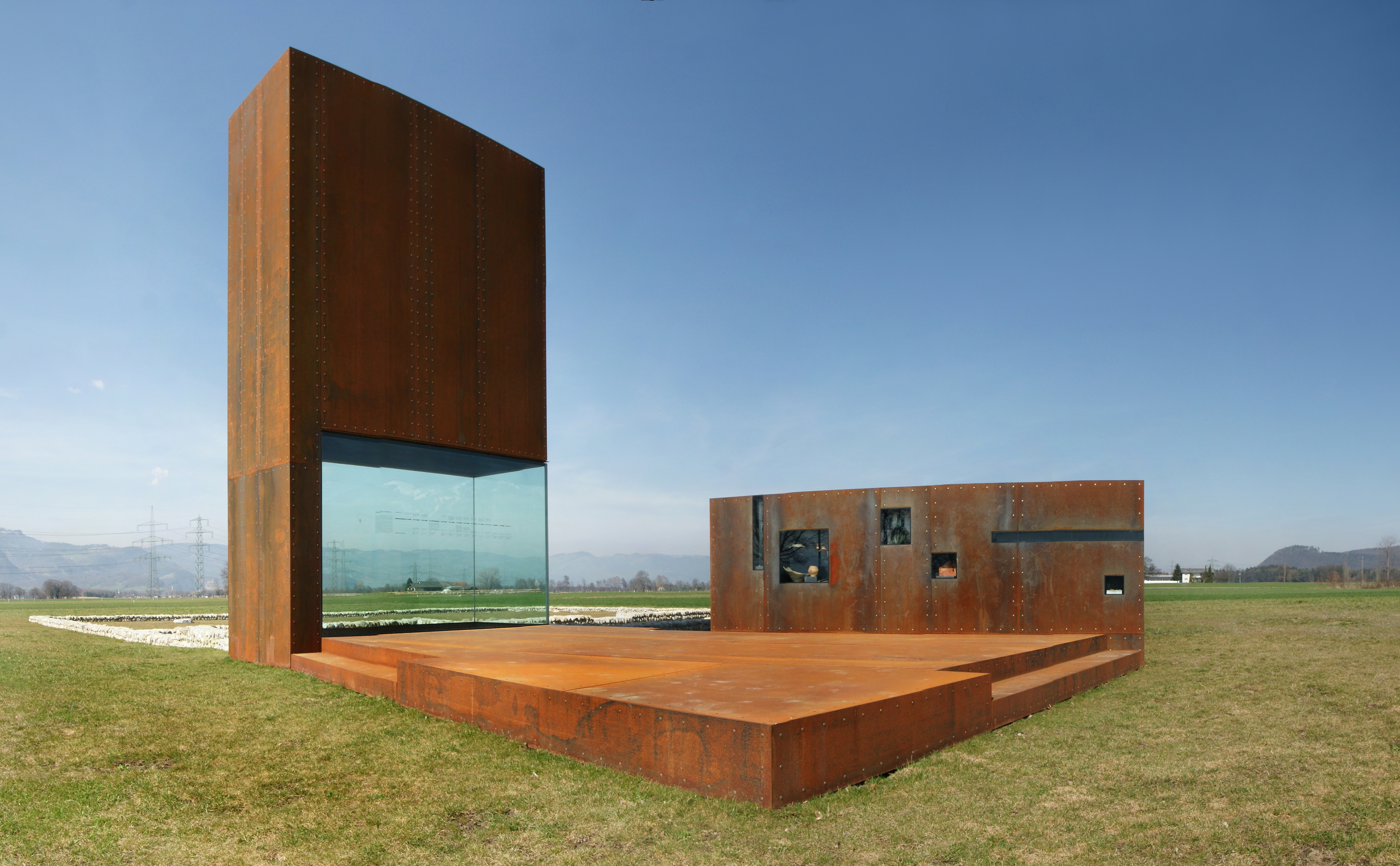
Freilichtmuseum Römervilla in Rankweil-Brederis

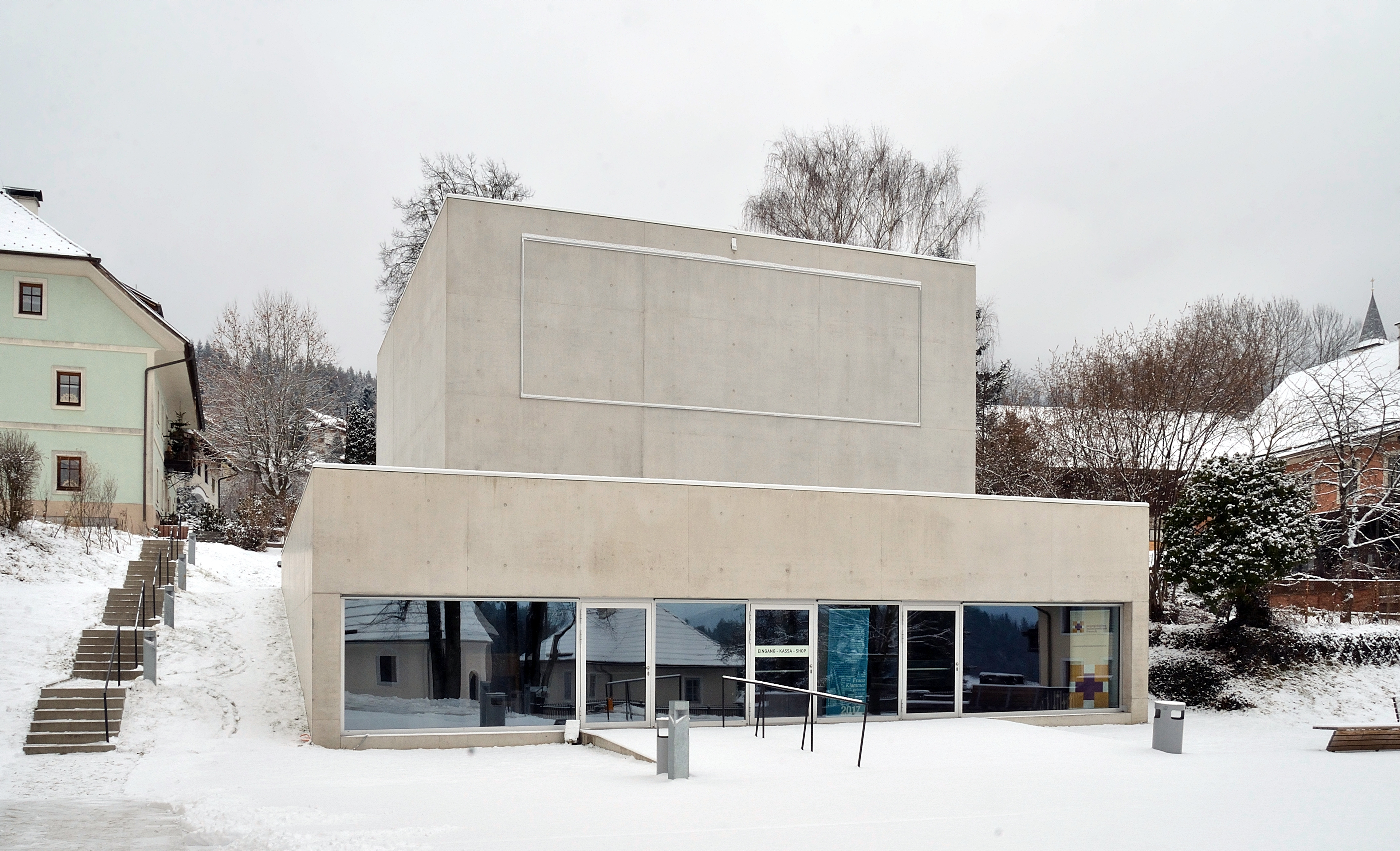
Evangelisches Diözesanmuseum Fresach

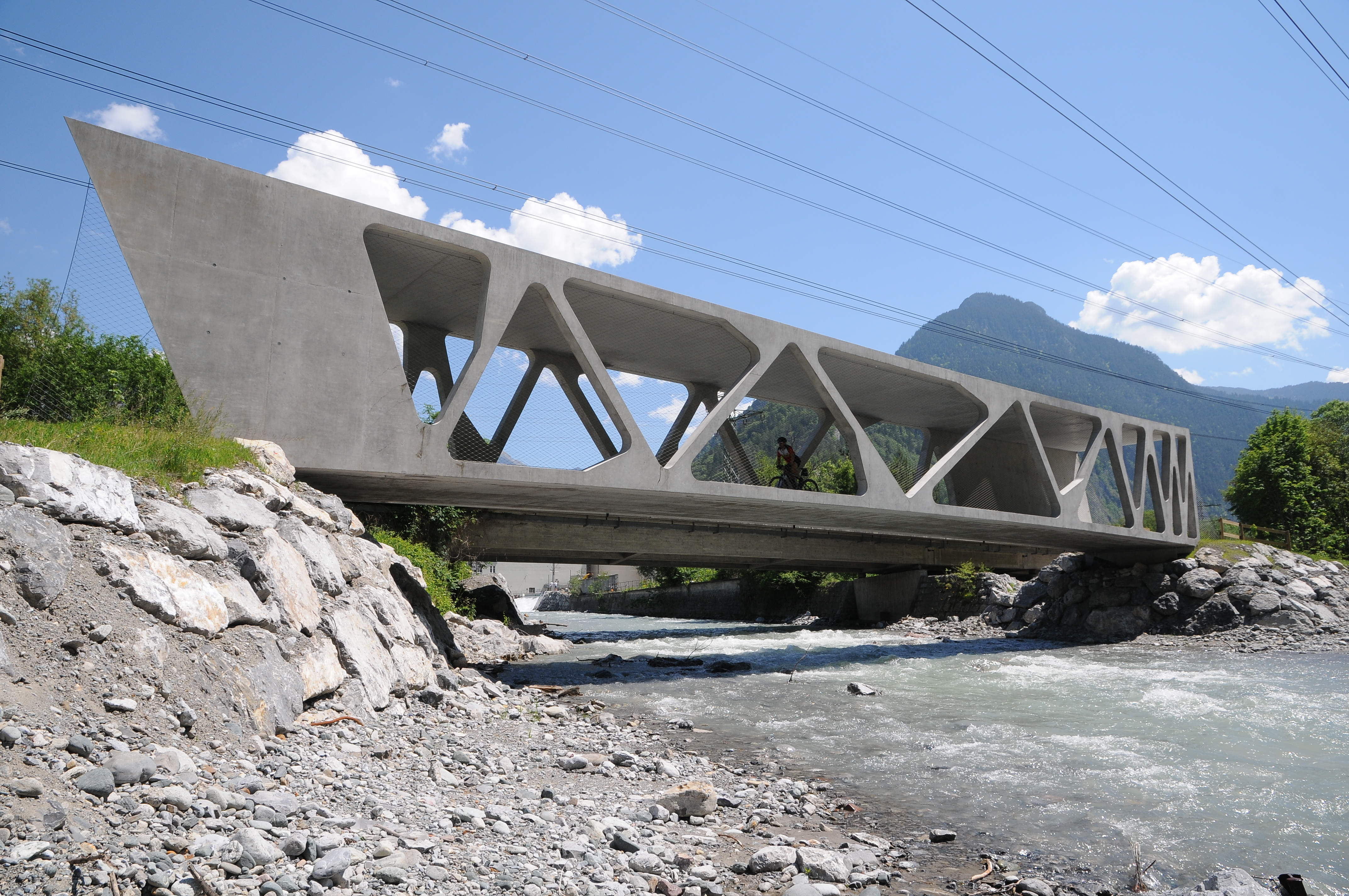
Alfenzbrücke für Radfahrer, Lorüns

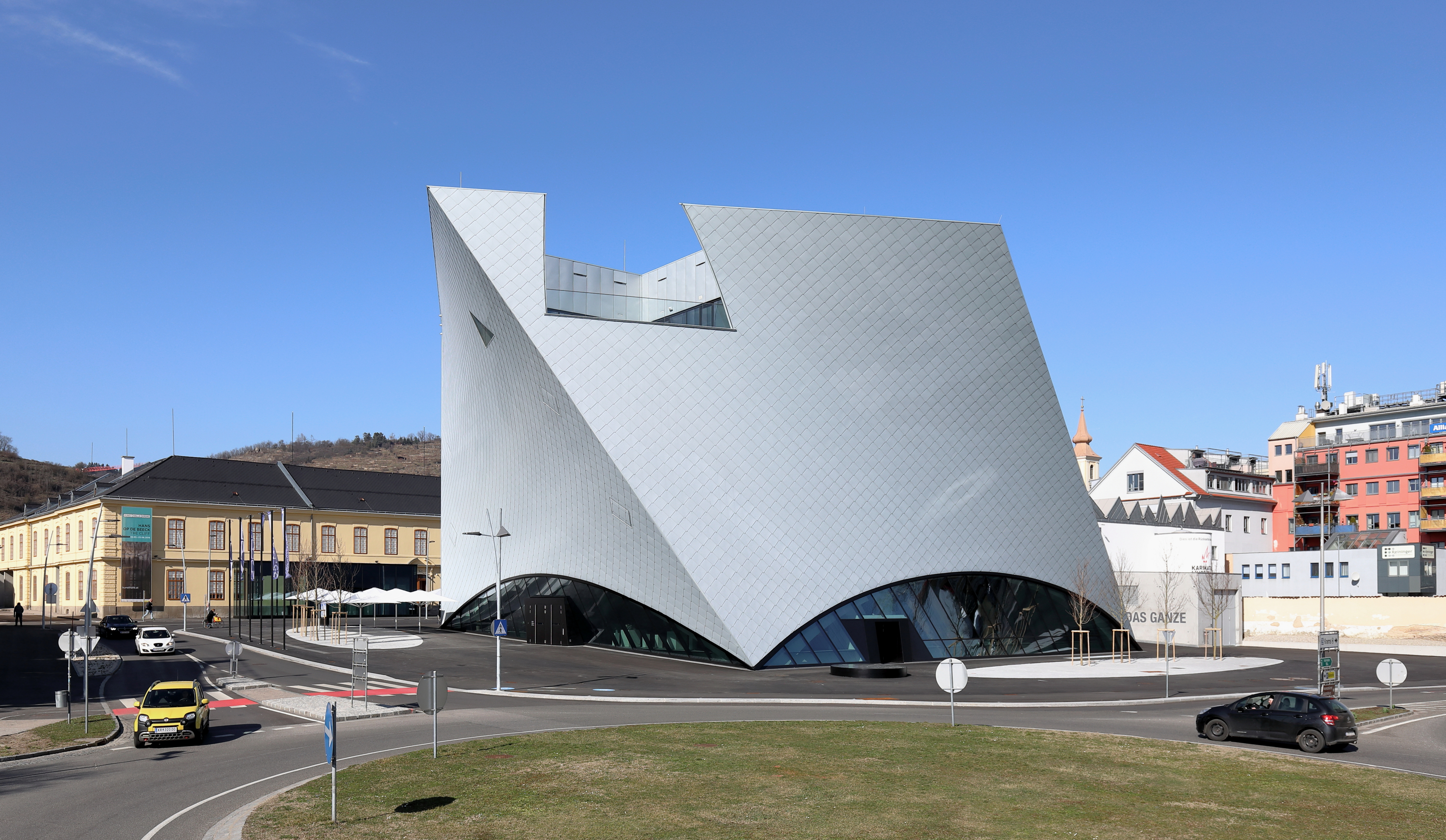
Landesgalerie Niederösterreich, Krems an der Donau

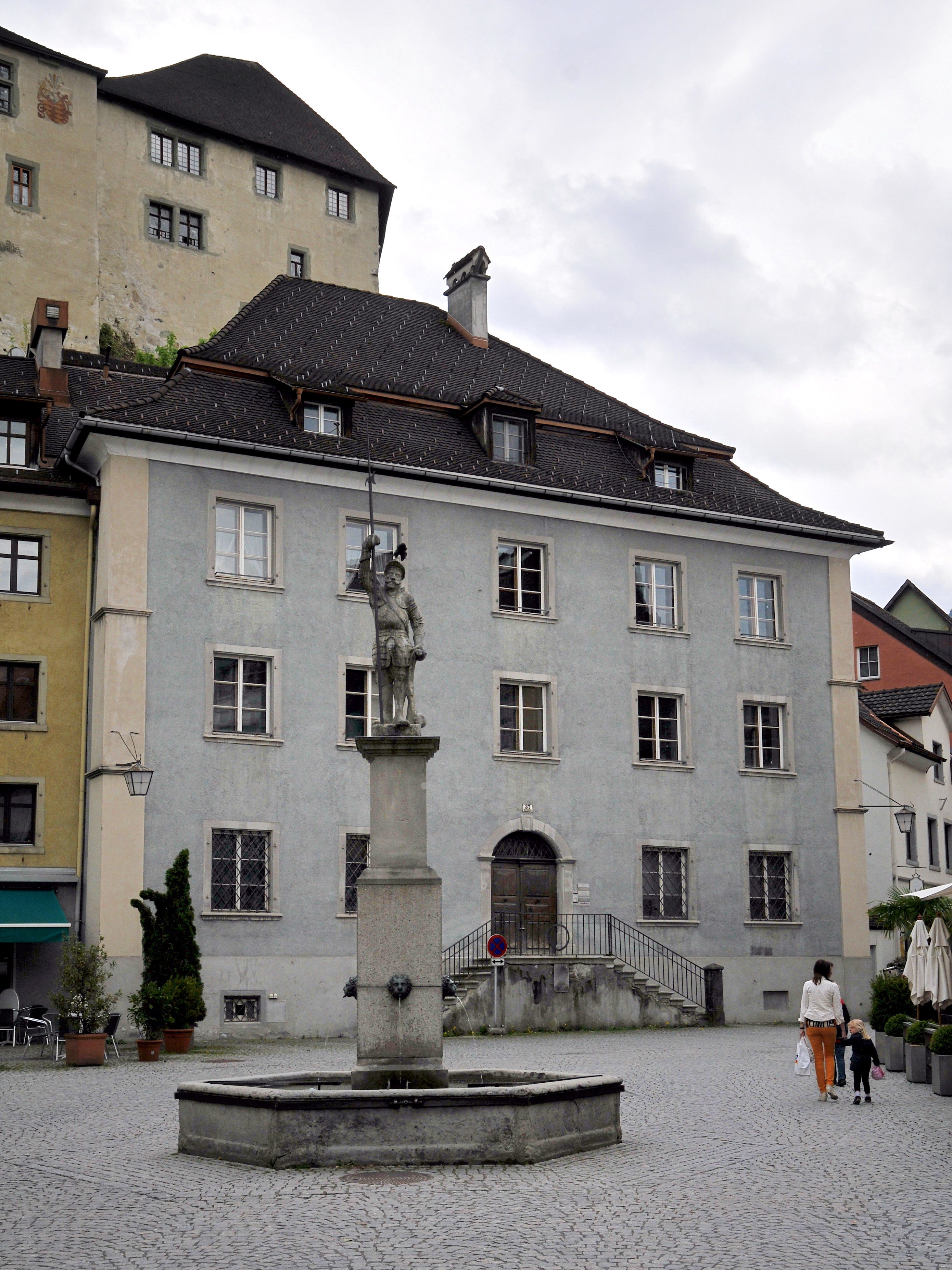
Alte Dogana Feldkirch vor der Sanierung, 2013, seit 2016 das Architekturbüro

Marte.Marte Architekten ist ein 1993 von den Brüdern Bernhard und Stefan Marte gegründetes Architekturbüro mit Sitz in Feldkirch.

## Geschichte
Die Brüder Bernhard Marte und Stefan Marte absolvierten ihr Studium an der Universität Innsbruck. Stefan Marte ist seit 2005 Präsident des Vorarlberger Architektur Instituts (VAI).
Für das Bürogebäude der Firma System Industrie Electronics im Milleniumpark Lustenau erhielt das Büro 2004 den Österreichischen Staatspreis für Architektur.
2016 wurden das Büro von Alejandro Aravena eingeladen, sich an der Themenausstellung der 15. Architekturbiennale in Venedig zu beteiligen.
Das Büro beschäftigt rund 30 Mitarbeiter.

## Architektur
Ihre Entwürfe sind geprägt von „rigider Abstraktion, Reduktion und einem untrüglichen Verständnis für den jeweiligen Ort“. Der deutsche Architekturkritiker und Publizist Jürgen Tietz zählt Marte.Marte „zu den international beachteten Vertretern der zeitgenössischen österreichischen Architektur“: Mit ihren formal reduzierten Betonbauten würden sie spannungsvolle Raumkunstwerke erzeugen und so die qualitätvolle Vorarlberger Baukunst um ein neues Kapitel ergänzen, schrieb Jürgen Tietz 2010 in der Neuen Zürcher Zeitung.
Otto Kapfinger schreibt in einem von den Brüdern Marte herausgegebenen Buch, dass Marte.Marte „starke, authentische Orte“ schaffen, „ohne an romantisierende Auffassungen des genius loci oder der Fortschreibung regionaler Formen auch nur anzustreifen. Das bringt ihre Haltung, die hermetische Elegie ihrer Bauten mit globalen Perspektiven in Konkordanz, verbindet sie mit anderen Konzepten moderner Architektur, die sich vom formalen wie vom technizistischen Heroismus der klassischen Moderne fern halten.“

## Umbau des Adolf-Hitler-Geburtshauses
Die Nutzung des Gebäudes als Polizeistation wurde 2019 vom Innenministerium verkündet: „Durch die zukünftige Nutzung des Hauses durch die Polizei soll ein unmissverständliches Zeichen dafür gesetzt werden, dass dieses Gebäude für immer einer Erinnerung an den Nationalsozialismus entzogen ist“. Das Siegerprojekt für den Umbau des Hitler-Geburtshauses in Braunau am Inn hält sich an die formalen Vorgaben des 2019 ausgelobten Wettbewerb Verfahrens. Der damalige Innenminister Karl Nehammer präsentierte am 2. Juni 2020 das Projekt in Wien: "Mehr als 140 Jahre nach der Geburt von Adolf Hitler wird sein Geburtshaus in Braunau zu einer Antithese zu all dem, wofür er stand: ein Ort, an dem Demokratie und Menschenrechte verteidigt werden, ein Ort, der Sicherheit vor Verfolgung bietet und einen Blick nach vorne in Frieden und Freiheit ermöglicht."  Der Verein zur Förderung von Diskurs in der Architektur (DA) hat im März 2023 eine öffentliche Debatte zur kritischen Nachbesprechung zum Architekturwettbewerb geführt.

## Bauten (Auswahl)
- 1994: Totenkapelle Weiler, Weiler
- 1999: Wohnhaus, Dafins
- 1999: Frödischbrücke, Muntlix
- 2000: Totenkapelle und Friedhofserweiterung, Batschuns
- 2001: Bootshaus, Fußach
- 2002: Probelokal Musikverein, Batschuns
- 2002: Headquarters System Industrie Electronic AG, Lustenau
- 2005: Schanerlochbrücke bei Dornbirn
- 2007: Pathologie Landeskrankenhaus, Feldkirch
- 2007: Landessonderschule Mariatal, Kramsach
- 2003–2007: Badehaus Metzler, Rankweil
- 2009: Freilichtmuseum Römervilla, Rankweil
- 2010: Alfenzbrücke, Lorüns
- 2011: Schulzentrum, Grieskirchen
- 2011: Sonderpädagogisches Zentrum, Dornbirn
- 2011: Evangelisches Diözesanmuseum, Fresach
- 2012: Schutzhütte im Laternsertal, Laterns
- 2012: Schaufelschluchtbrücke, Dornbirn
- 2013: Haus der Höfe, Röthis
- 2013: Fachberufsschule für Tourismus Warmbad, Villach
- 2013–2014: Pferdepraxis Griss, Rankweil
- 2013–2014: Altstoffsammelzentrum, Feldkirch
- 2015: Asfinag-Autobahnmeisterei, Salzburg
- 2016: Sanierung und Umbau Schloss Hofen, Lochau
- 2017 Messehallen 9-12, Dornbirn
- 2018 Landesgalerie Niederösterreich,  Krems
- 2019 Umbau Deutschlandhaus Berlin / Dokumentationszentrum Stiftung Flucht, Vertreibung, Versöhnung, Berlin

## Laufende Projekte
- Erweiterung und Sanierung des OP-Bereichs Krankenhaus Dornbirns | Dornbirn
- Neubau und Sanierung des Festspielzentrums der Salzburger Festspiele | Salzburg
- Gestaltungskonzept Stadttunnelprojekt | Feldkirch
- Neubau Besucherzentrum Mathildenhöhe | Darmstadt
- Umgestaltung des Gebäudes "Salzburger Vorstadt 15" | Braunau am Inn[11]

## Auszeichnungen und Preise (Auswahl)
- Österreichischer Bauherrenpreis 2002 Friedhofserweiterung Batschuns
- Österreichischer Bauherrenpreis 2004 Headquarters SIE
- 2004: Österreichischer Staatspreis für Architektur Headquarters SIE
- Österreichischer Bauherrenpreis 2007 Landessonderschule Mariatal
- 2008: Chicago Athenaeum The International Architecture Award Schanerlochbrücke
- 2010: Staatspreis Architektur und Nachhaltigkeit Volksschule Wels Mauth
- 2010: Bauherrenpreis Vorarlberg Schanerlochbrücke
- 2011: Red Dot Design Award Ausstellung Concrete Works
- 2011: Kärntner Landesbaupreis Evangelisches Diözesanmuseum Fresach
- 2011: Piranesi Award Alfenz Brücke Lorüns in Ljubljana
- 2012: Red Dot Design Award award product design Schutzhütte im Laternsertal
- 2013: Häuser Award Die besten Familienhäuser Europas Mädchenturm Dafins
- 2013: Iconic Awards Schutzhütte im Laternsertal
- 2014: Architizer A+ Award Schutzhütte im Laternsertal
- 2014: German Design Award Schutzhütte im Laternsertal
- 2015: Vorarlberger Holzbaupreis Altstoffsammelzentrum Feldkirch
- Österreichischer Bauherrenpreis 2015 Schaufelschluchtbrücke Dornbirn
- 2016: Best Architects 17 Gold, Autobahnmeisterei Salzburg
- 2016: Architekturpreis des Landes Salzburg, Autobahnmeisterei Salzburg[12]
- 2016: German Design Award in Gold, Kurzfilm-Serie "Appearing Sculptural"
- 2016: German Design Award Winner, Autobahnmeisterei Salzburg
- 2016: Architekturpreis des Landes Salzburg für Autobahnmeisterei, Salzburg
- 2017: Vorarlberger Holzbaupreis 2017, Messehallen 09-12 Dornbirn
- 2017: Iconic Awards, Haus der Höfe in Sulz-Rhötis
- 2017: Iconic Awards, Ausstellung "In Search of the Unexpected"
- 2018: Frame Awards, Messe Messehallen 09-12 in Dornbirn
- 2018: Iconic Awards, Messe Messehallen 09-12 in Dornbirn
- 2019: German Design Award, Messe Messehallen in 09-12 Dornbirn
- 2019: Architekturpreis Daidalos, Ennssteg Steyr
- 2019: Iconic Awards, Landesgalerie Niederösterreich in Krems
- 2020: German Design Award, Landesgalerie Niederösterreich in Krems

## Ausstellungen
- 2000: Emerging Architecture 1 | Beteiligung | Architekturzentrum Wien | Kurator Otto Kapfinger | Wien, 21.11.
- 2009/2010: Concrete Works | Monographische Ausstellung Marte.Marte Architekten | Architekturforum Aedes Berlin, Zumtobel Lichtforum Dornbirn
- 2014–2016: Getting Things Done – Evolution Of The Built Environment in Vorarlberg | Beteiligung an der Wanderausstellung mit Stationen in 32 Österreichischen Kulturforen auf der ganzen Welt
- 2015–2016: Appearing Sculptural | Monographische Ausstellung Marte.Marte Architekten | Architekturforum Aedes Berlin, AIT Architektursalon Köln, House of Art Budweis, Zumtobel Lichtforum Dornbirn, Galerie Göttlicher Krems
- 2016: In Search Of The Unexpected: Einzelbeitrag in der Hauptausstellung „Reporting From The Front“ der 15. Internationale Architekturbiennale in Venedig
- 2017: In Search of The Unexpected: Reinszenierung des Biennale-Beitrags im Rahmen einer Sonderschau anlässlich der ART Bodensee 2017.

## Publikationen
- Marte.Marte, Architects, Hrsg. Bernhard und Stefan Marte, Englisch, SpringerWienNewYork, Wien 2008, 415 S.[13] ISBN 978-3-211-79199-8
- Marte.Marte Architects Appearing Sculptural (Ausstellungskatalog), Kristin Feireiss, Hans-Jürgen Comerell (Hrsg.):, Deutsch/Englisch, Architekturforum Aedes, 2015, ISBN 978-3-943615-33-3
- Marte.Marte Architects Concrete Works (Ausstellungskatalog), Kristin Feireiss, Hans-Jürgen Comerell (Hrsg.):, Deutsch/Englisch, Architekturforum Aedes, 2009, ISBN 978-3-937093-10-9